# مقاطعة آيوا (ويسكونسن)
مقاطعة آيوا (بالإنجليزية: Iowa County, Wisconsin)‏ هي إحدى مقاطعات ولاية ويسكونسن في الولايات المتحدة. تأسست سنة 1829، وتبلغ مساحتها 768 ميل مربع (1,990 كـم2)، بلغ عدد سكانها 23687 نسمة في عام 2010 حسب إحصاء مكتب تعداد الولايات المتحدة .

## أعلام
- ألفا آدامز

## وصلات خارجية
- الموقع الرسمي
- United States Counties